# Hugo Weber (Architekt)
Hugo Weber (* 15. Juli 1854 in Braunschweig; † 9. Mai 1937 in Bremen) war ein deutscher Architekt und Baubeamter.

## Biografie

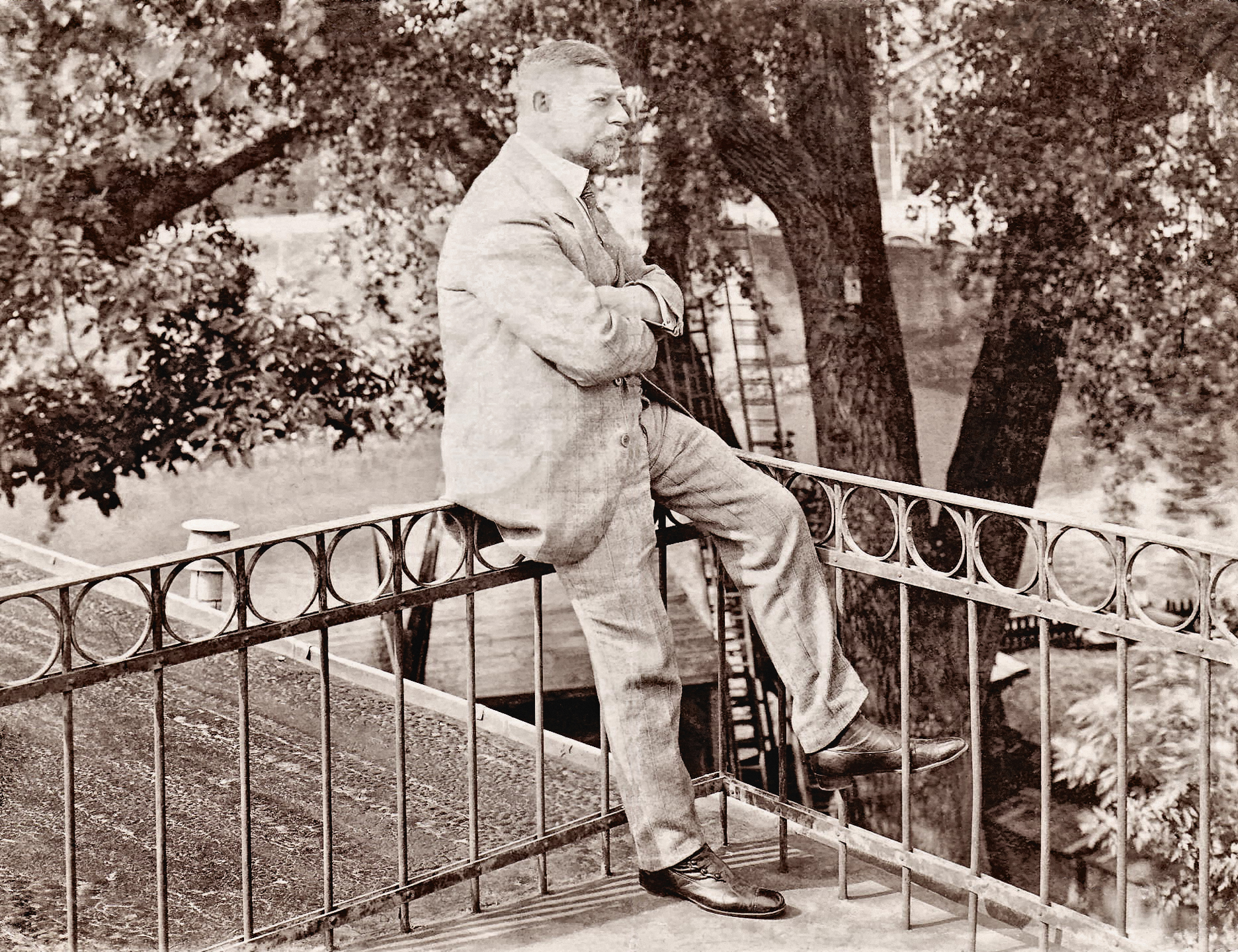
Hugo Weber auf der Terrasse des Dienstgebäudes der Hochbauinspektion an der Holzstraße

Weber war zusammen mit Ludwig Klingenberg in Oldenburg als freier Architekt tätig, bevor er 1899 in den bremischen Staatsdienst eintrat.
Klingenberg und Weber errangen 1890 mit ihrem Wettbewerbsentwurf für das Gerichtsgebäude an der Domsheide in Bremen einen ihrer größten Erfolge, sie erhielten dafür einen 2. Preis und anschließend den Auftrag zur Bauausführung. Anschließend bewarben sie sich 1896 erfolgreich mit einem Entwurf für ein neues Kaffeehaus im Bürgerpark, zu dessen Bau der Brauereidirektor Lambert Leisewitz aus Anlass seiner Silberhochzeit die Baukosten in Höhe von 50.000 Mark beisteuerte. Für den Bürgerparkverein ergaben sich daran anschließend auch noch einige kleinere Aufträge. Dazu zählen der Musikpavillon am Kaffeehaus, 1900 die Umbauarbeiten der Stallungen an der Meierei und im darauffolgenden Jahr die Errichtung der Elisenstiftung. Weber blieb dem Bürgerpark auch noch lange Jahre verbunden – er betreute die Bautätigkeit des Vereins –, nachdem er seine Tätigkeit in der Hochbauinspektion I der Bremischen Bauverwaltung aufgenommen hatte. Aus der Tätigkeit mit Klingenberg sind noch zu erwähnen der Wettbewerbsentwurf für die Ausschmückung der projektierten neuen Kleinen Weserbrücke, der 1901 mit einem 3. Preis prämiert wurde, die Sparkasse am Buntentorsteinweg (1897), die Strandlust Vegesack (1898) und die Wiederherstellung der Liebfrauenkirche, die von Max Salzmann begonnen worden war. Die Zusammenarbeit mit Klingenberg dauerte noch bis 1901. Die letzten beiden Jahre war das Architekturbüro in Bremen im Haus Am Wall 18 ansässig. Hugo Weber wohnte auch bis 1921 mit seiner Familie in diesem Haus, bis er in eine Dienstwohnung im Haus Parkallee 37, neben der Schule Am Barkhof, bezog.
In der Bremischen Bauverwaltung löste Weber 1899 Heinrich Flügel in der Leitung der Hochbauinspektion Bremen ab. Zunächst kommissarisch im Range eines Bauinspektors, ab 1901 dann als Baurat. Neben zahlreichen Schulbauten entstanden unter seiner Leitung ab 1900 die Psychiatrische Heil- und Pflegeanstalt St.-Jürgen-Asyl und 1903 das Technikum an der Langemarckstraße.

## Werke

Nebenstelle der Sparkasse, 1897

Kaffeehaus am Emmasee, 1898

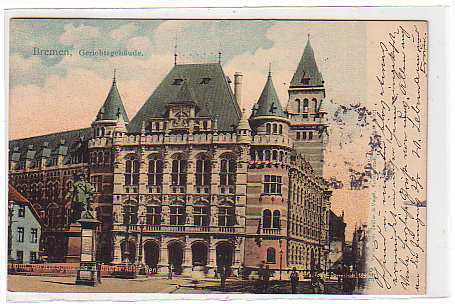
Gerichtshaus Bremen 1902

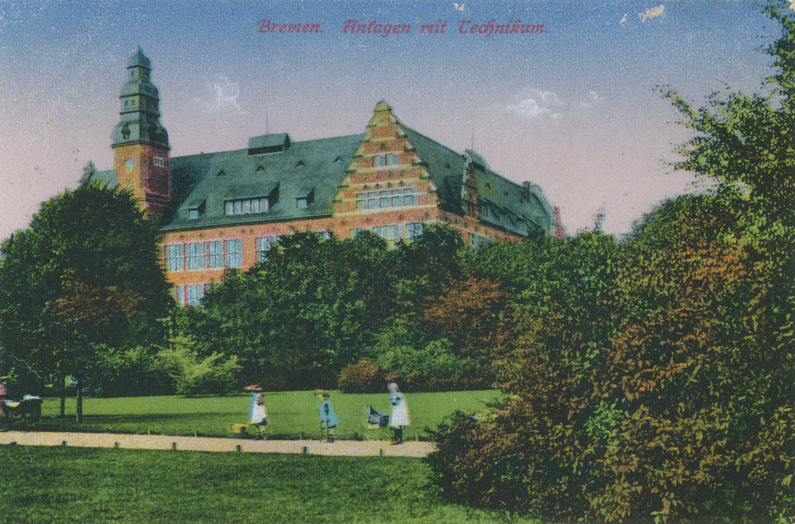
Bremer Technikum vor 1917, heute der umgebaute M-Trakt

- 1886–1887: Villa Bischoff, Weserstraße 84 in Bremen (mit Ludwig Klingenberg)
- 1887: Villa Schröder, Weserstraße 78A & 79 in Bremen-Vegesack (mit Ludwig Klingenberg)[1]
- 1888–1889: Villa Danziger, Weserstraße 80 in Bremen-Vegesack (mit Ludwig Klingenberg), nicht erhalten.[2]
- 1891–1895 und 1902–1906: Landgericht Bremen (mit Ludwig Klingenberg)[3]
- 1897: Sparkasse am Buntenthor, Osterstraße 72 in Bremen (mit Ludwig Klingenberg)[4]
- 1897: Geschäftshaus des Tischleramts-Möbellagers in Bremen[5]
- 1898: Neues Kaffeehaus im Bremer Bürgerpark (mit Ludwig Klingenberg)
- 1898: Strandlust in Vegesack, Rohrstraße 11 (mit Ludwig Klingenberg), nach Umbauten ist nur Eingangsbereich erhalten.
- 1899: Villa Dürr, Schwachhauser Chaussee 54 in Bremen[6]
- 1900: Umbau des Hauses Stegemann, Georgstraße 13 in Bremen[7]
- 1900–1904 und 1907–1915: St.-Jürgen-Asyl, Psychiatrische Heil- und Pflegeanstalt, Züricher Straße 40-40A in Bremen
- 1901: Wärterwohnhaus der Elisenstiftung im Bremer Bürgerpark (mit Ludwig Klingenberg)
- 1901–1902: 16-klassige Volksschule für Jungen und Mädchen, Grenzstraße 90 / Hauffstraße 14 in Bremen (mit Architekt Neumann; kriegszerstört)[8]
- 1902–1903: 16-klassige Volksschule Woltmershauser Allee 5 in Bremen (kriegszerstört)[8]
- 1903: Technikum Bremen, Langemarckstraße 116
- 1903–1905: Schule am Steffensweg, Steffensweg 171 in Bremen[8]
- 1903: Volksschule, Auf der Hohwisch 61/62 in Bremen[8]
- 1904–1906: 16-klassige Volksschule Elsflether Straße mit angebauter Turnhalle, Elsflether Straße 29 in Bremen (seit 1985 in nichtschulischer Nutzung)[8]
- 1907–1909: Volksschule Hemelinger Straße (heute Gesamtschule Bremen-Mitte)[8]
- 1908–1909: 8-klassiger Erweiterungsbau mit Zeichensaal zur Freischule Buntentorsteinweg, Hardenbergstraße in Bremen
- 1909: Ökonomiehof (Pferdestall und Toranlage) im Bremer Bürgerpark
- 1911–1913: Pathologie des Städtischen Allgemeinen Krankenhauses Bremen[9]
- 1912–1913: Schulzentrum Waller Ring, Bremerhavener Straße 83 in Bremen (mit Hans Ohnesorge)[8]
- 1914–1916: Lyzeum Kleine Helle, Kleine Helle 7/8/9 in Bremen (mit Hans Ohnesorge)[8]